# Ernst Zermelo
Ernst Zermelo (teljes nevén Ernst Friedrich Ferdinand Zermelo) (Berlin 1871. július 27. – Freiburg im Breisgau 1953. május 21.) német matematikus.

## Élete
Doktori disszertációját 1894-ben írta, variációszámításból. Disszertációjának címe: Untersuchungen zur Variations-Rechnung. Témavezetője Hermann Amandus Schwarz és Lazarus Immanuel Fuchs voltak. Ezután fizikával kezdett foglalkozni, 1894–1897 között Max Planck asszisztense volt. 1896-ban publikálta Poincaré rekurrencia-tételének bizonyítását és polémiába keveredett Boltzmann-nal, mivel rámutatott, hogy a tétel ellentmond Boltzmann elméletének. 1897-ben Göttingába költözött, habilitációs értekezését 1899-ben, hidrodinamikából nyújtotta be. Hilbert hatására a matematika megalapozásával, halmazelmélettel kezdett foglalkozni. Felfedezte a később Russell-paradoxon néven ismertté vált antinómiát. 1904 augusztusában Kőnig Gyula balsikerű kísérletének hatására a jólrendezhetőséggel kezdett foglalkozni.
Szeptember 24-én igazolta a jólrendezési tételt: minden halmaz jólrendezhető. Ebben a bizonyításban mondta ki először a kiválasztási axiómát. Cikke hatalmas vihart kavart, a kritikákra válaszul 1908-ban újrafogalmazta a bizonyítást, a lépések tisztázása közben számos későbbi axiómát is kimondott. Rámutatott arra, hogy a kiválasztási axiómát impliciten korábban is használták, az analízis, integrálszámítás összeomlana nélküle. Egy másik 1908-as cikkében megfogalmazta axiómarendszerét. Ezt 1930-ban Skolem és mások kritikája nyomán újrafogalmazta, ezúttal a Fraenkeltől eredő pótlási axiómával és a Neumann Jánostól származó regularitási axiómával is kiegészítve. 
1910-ben Zürichben lett professzor. 1916-ban Németországba ment. 1926-ban tiszteletbeli professzorságot kapott a freiburgi egyetemen, erről 1935-ben a nemzetiszocializmus előretörése miatt lemondott. 1946-ban, kérésére, ismét kinevezték.